# Biserica fortificată din Prejmer
Biserica fortificată din Prejmer este un monument istoric și de arhitectură din localitatea Prejmer din județul Brașov. Lăcașul a fost construit în secolul al XIII-lea ca biserică romano-catolică pe baza unei vechi bazilici romane datată din secolul al XII-lea. Comunitatea săsească din Prejmer a adoptat ulterior confesiunea de la Augsburg, devenind astfel luterană. Ansamblul bisericii fortificate este format din biserică, incinta fortificată, cu drum de apărare, două turnuri, două bastioane și un turn de poartă.

## Biserica
Pe la 1211 regele Andrei al II-lea al Ungariei pomenește într-un document adresat cavalerilor teutoni numele râului Tartlau (Târlung), pe lângă care va crește localitatea Prejmer (în germană Tartlau). Cavalerii teutoni, care au primit drepturi asupra acestui teritoriu, au ridicat până la un anumit nivel biserica din localitate. Lăcașul de cult a fost construit în stilul gotic burgund introdus de cistercieni la Mănăstirea Cârța. 
Ca și alte monumente din Transilvania, biserica fortificată de la Prejmer a suferit numeroase intervenții, dar în urma restaurării întreprinse de Direcția Monumentelor între 1960 și 1970 ea și-a căpătat forma inițială. În 1999 biserica a fost înscrisă pe lista patrimoniului cultural mondial UNESCO. Lăcașul, cu hramul Sfânta Cruce, a fost ridicat pe un plan central, în cruce greacă, modificat prin intervențiile din secolul al XVI-lea. Inițial clădirea era compusă din patru brațe egale dispuse în jurul unui careu centrat de un turn octogonal. Fiecare braț era compus din câte două travee, una pătrată și alta poligonală, corul bisericii fiind flancat pe ambele laturi de câte două perechi de capele rectangulare. Înrudirea cu spiritul și formele utilizate pe șantierul bisericii mănăstirii cisterciene Cârța, iar pe de altă parte, cu cele prezente la Biserica Sf. Bartolomeu din Brașov, ambele ridicate după mijlocul secolului al XIII-lea, permite datarea bisericii din Prejmer în a doua treime a secolului al XIII-lea și încadrarea sa în aceeași ambianță stilistică.
În biserică se găsește cel mai vechi triptic din Transilvania, datat între 1450-1460.

## Fortificația
Fiindcă Prejmerul era prima localitate care primea loviturile turcilor veniți prin pasul Buzău, după ce regele Sigismund de Luxemburg a dispus ridicarea unor sisteme de apărare în Țara Bârsei, a început fortificarea bisericii prin ridicarea unei incinte înalte și puternice înconjurată de un șanț lat de apă. Cetatea, cladită în formă de cerc, avea ziduri groase de 3-4 metri și înalte de 12 metri, bastioane, porți de fier și poduri care se ridicau. Un drum de strajă folosea pentru aprovizionarea luptătorilor de la crenele. Pe lângă gurile de foc fixate în ziduri, în cetate se afla un dispozitiv de luptă neobișnuit: vestita „Orgă a morții”. Formată din mai multe arme așezate la un loc, care trăgeau toate deodată, ea producea dușmanului o mare panică și pierderi grele.

## Galerie imagini

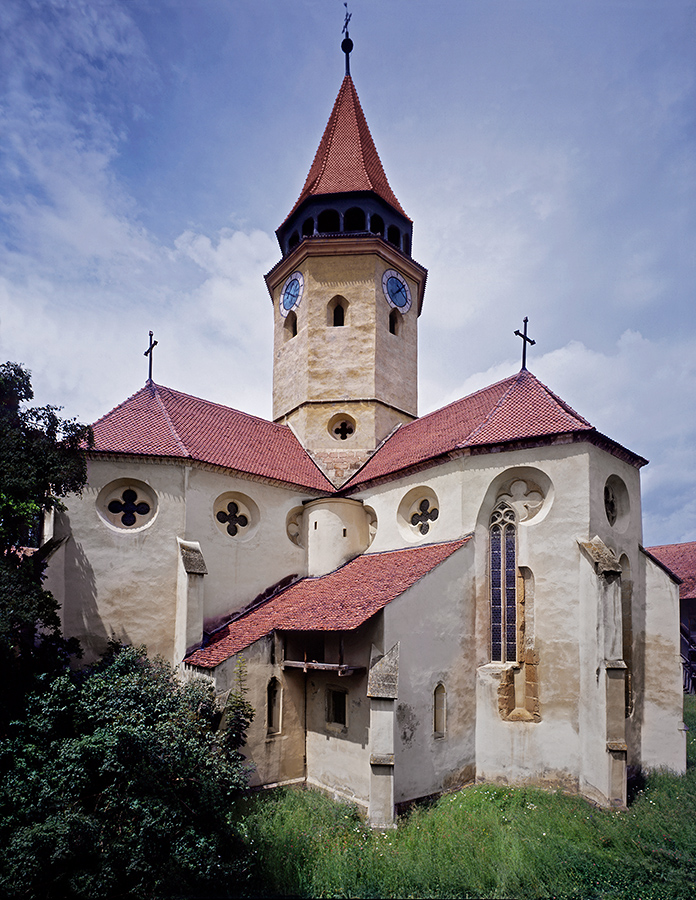
Biserica din Prejmer
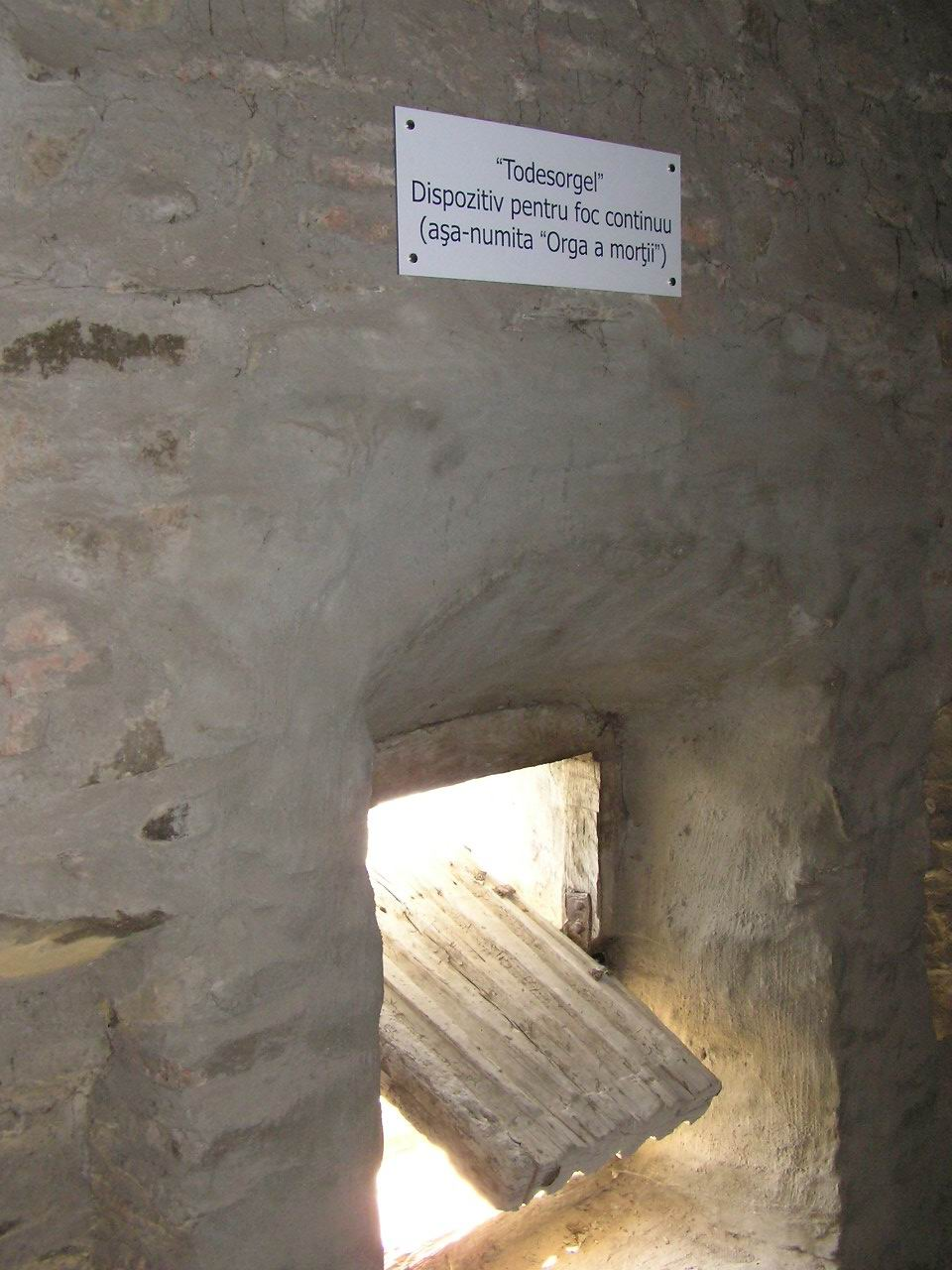
„Orgă a morții”, dispozitiv de tragere
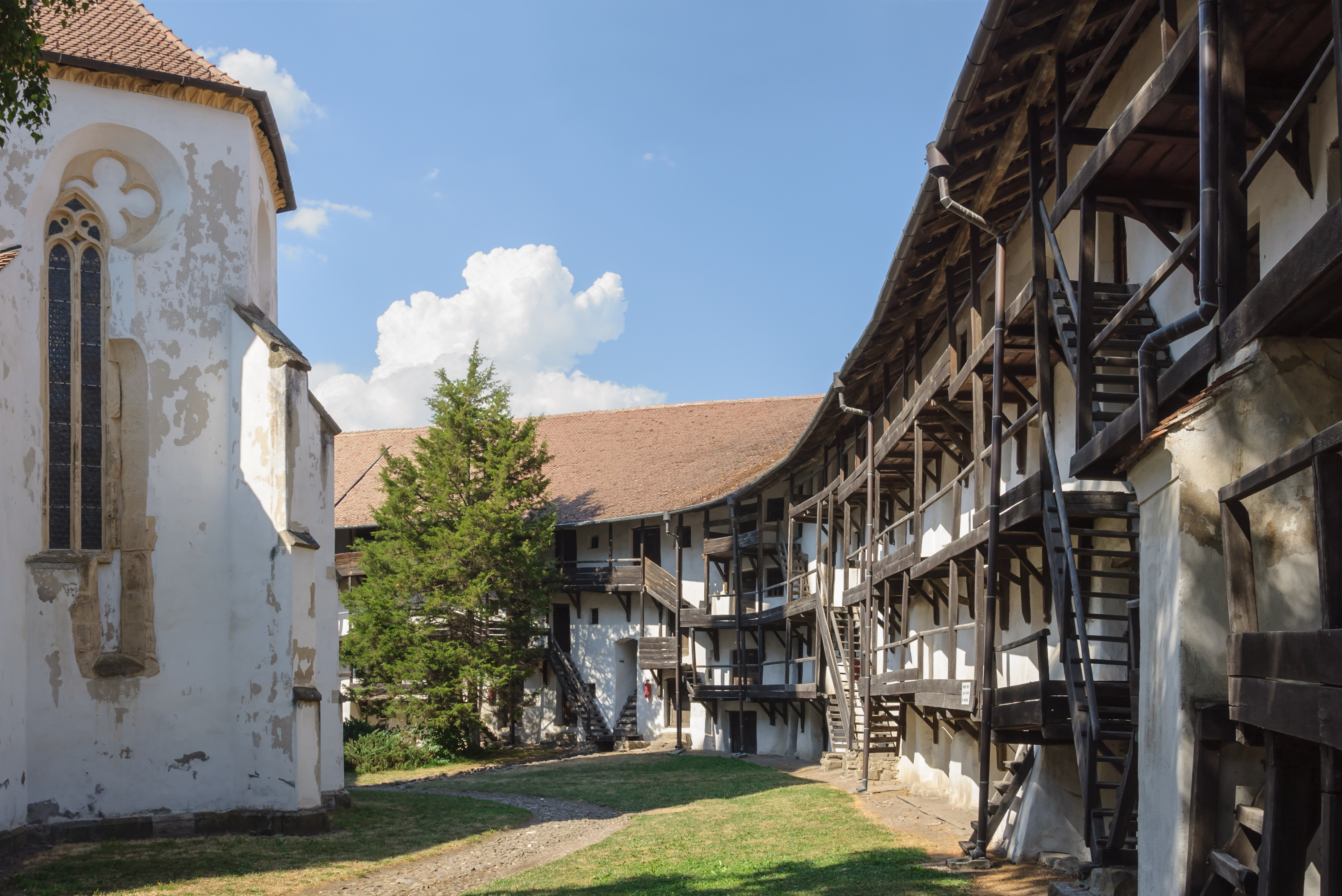
Interiorul cetății
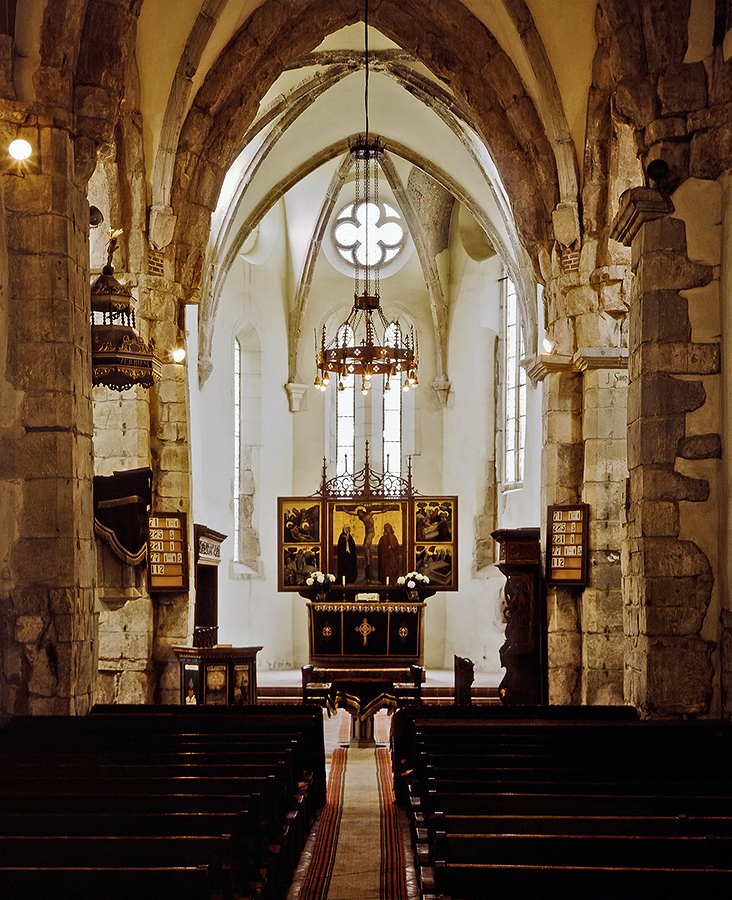
Interiorul bisericii, vedere spre altar
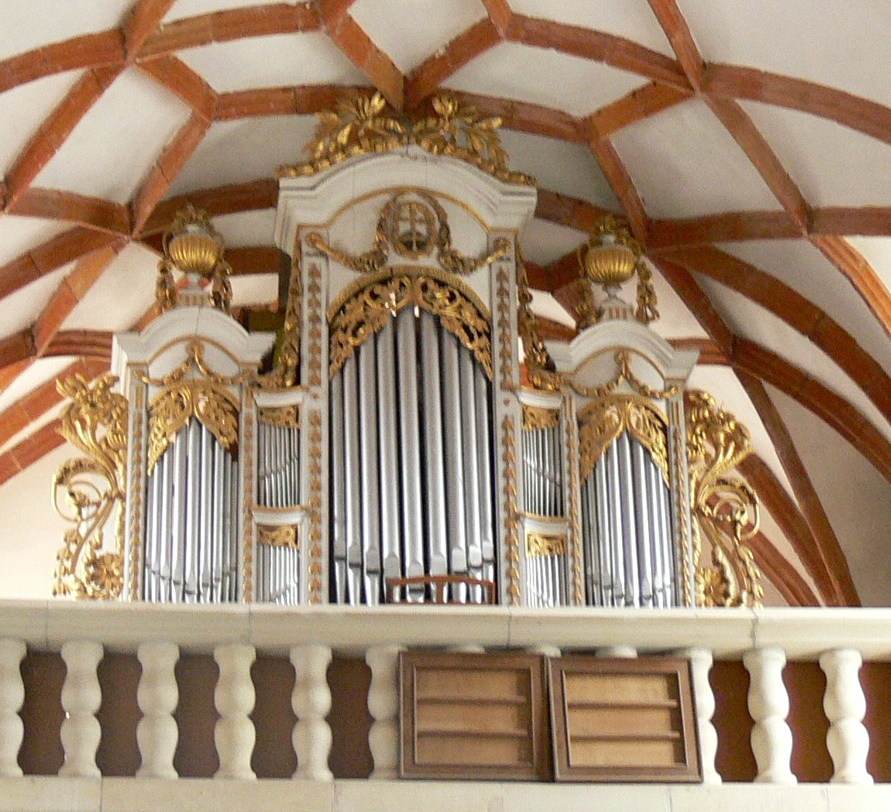
Orga bisericii din Prejmer